# 顾晖
顾晖（？—），男，中华人民共和国外交官，曾任中华人民共和国驻哥德堡总领事。

## 生平
顾晖曾任驻丹麦大使馆政务参赞、外交部欧洲司参赞和驻瑞士大使馆公使衔参赞。2018年6月，出任中华人民共和国驻哥德堡总领事。2024年3月，自驻哥德堡总领事离任。